# Blakeney, Norfolk
Blakeney är en ort och civil parish i Storbritannien.   Den ligger i grevskapet Norfolk och riksdelen England, i den sydöstra delen av landet, 180 km norr om huvudstaden London. Blakeney ligger 27 meter över havet och antalet invånare är 801.
Terrängen runt Blakeney är platt. Havet är nära Blakeney norrut. Runt Blakeney är det ganska tätbefolkat, med 104 invånare per kvadratkilometer. Närmaste större samhälle är Holt, 6,7 km sydost om Blakeney.